# Camí portuguès
El Camí Portuguès és el nom de la ruta de pelegrinatge del Camí de Sant Jaume que comença a Portugal, en concret a Porto o Lisboa. Des de Porto, al llarg del riu Duero, els pelegrins viatgen travessant els cinc rius principals que son l'Ave, Cávado, Neiva, Lima i Miño abans d'entrar a Espanya i passra per Pontevedra en el camí a Santiago de Compostel·la.
La via portuguesa és la segona ruta més popular del Camí de Sant Jaume després del Camí francès i la via costanera portuguesa és la setena ruta més popular de Galícia, amb un 19,9% i un 4,41%, respectivament. El camí portuguès és 227 de km començant a Porto o 610 de km de longitud a partir de Lisboa. El camí des de Porto va ser utilitzat històricament per les poblacions locals i per la gent que arribava als ports locals. Al període contemporani, la majoria dels pelegrins són estrangers i, del total que va arribar a Galícia entre l’1 de gener i el 6 d’octubre de 2017, el 4,27% eren portuguesos. Aproximadament 30.000 pelegrins a l'any recorren aquest camí. Cada cop té més popularitat i 81.000 van recórrer el camí portuguès el 2018.